# Cloniophorus femoralis
Cloniophorus femoralis är en skalbaggsart som beskrevs av Aurivillius 1915. Cloniophorus femoralis ingår i släktet Cloniophorus och familjen långhorningar.
Artens utbredningsområde är:
- Ghana.
- Sierra Leone.

Inga underarter finns listade i Catalogue of Life.